# Robert Kahn
Robert Elliot Kahn (Nova Iorque, 23 de dezembro de 1938) é um informático estadunidense.
Foi laureado com o Prêmio Turing de 2004, juntamente com Vint Cerf, por desenvolverem o Transmission Control Protocol (TCP), atual transmissor de dados da Internet.

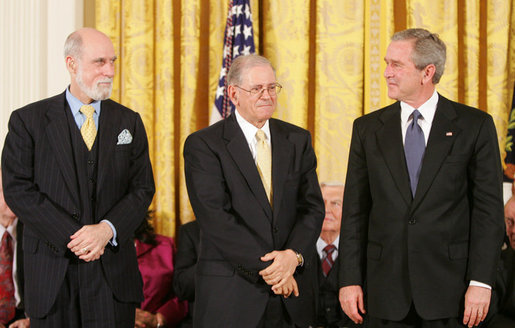
Robert Kahn (centro) com Vint Cerf (esquerda) e George W. Bush (direita), na condecoração da Medalha Presidencial da Liberdade 2005

Em 2013 Kahn foi um dos cinco pioneiros da Internet e da Web que receberam o prêmio inaugural Prêmio de Engenharia Rainha Elizabeth.